# Назарьев, Валериан Никанорович
Валериа́н Никано́рович Назарьев (1829—1902) — русский общественный деятель, публицист.

## Биография
Родился 12 (24) марта 1829 года в сельце Аникеевка Карсунского уезда Симбирской губернии (на территории Майнского района Ульяновской области, ныне не существует). Происходил из древнего обедневшего дворянского рода Назарьевых, сын потомственного военного.
Получил образование в частном казанском пансионе А. С. Топорнина (1838—1842), где общался с обучавшимся в это же время А. М. Бутлеровым. Окончил юридический факультет Императорского Казанского университета (1848). Поступил унтер-офицером в Драгунский полк; занимался живописью. Участвовал в Венгерском походе (1849) и Крымской войне (1853—1856). После публикации в «Современнике» первого произведения — нравоописательной повести обличительного характера «Бакенбарды. Очерки полковой жизни» (1858) был «уволен в бессрочный отпуск». Формальная отставка состоялась в 1863 году в чине штабc-ротмистра. 
Начал писать в «Современнике». В 1860-х гг. в «Отечественных Записках» поместил, под общим заглавием «Очерки с натуры» и «Наша сельская жизнь», ряд талантливых очерков провинциальной жизни. В том же журнале, после перехода его под редакцией Некрасова, напечатаны рассказы Назарьева: «Провинциальные типы» и «Литератор-обыватель», комедия «Метель» и др. Он сотрудничал также в «Библиотеке для Чтения», «Вестнике Европы», «Порядке» («Современная глушь», «История одной волости», «Вешние всходы», статьи по земским и другим вопросам). В «Историческом Вестнике» помещены его интересные материалы для биографии Л. Толстого — его товарища по Казанскому университету, а также очерки «Люди и жизнь былого времени», «На новую линию» и проч. Его комедия «Золотые сердца» была поставлена на сцене Малого театра в 1882 году. Много работал он и в провинциальной печати.   
В 1863 году вернулся в Симбирск. В 1865—1881 годах был мировым судьёй в Симбирском уезде, с 1890 года — почётный мировой судья. В 1869—1883 и в 1890—1902 годах  был земским гласным и членом Симбирского уездного училищного совета. Участвовал в  работе Симбирской губернской учёной архивной комиссии, был членом комитета Карамзинской общественной библиотеки.
Уйдя в отставку, переехал в родовое имение — в село Новое Никулино Симбирского уезда, построил рядом хутор Назарьевка, где и поселился.
Умер 27 февраля (12 марта) 1902 года в Симбирске. Был похоронен на хуторе Назарьевка. На месте захоронения была построена часовня.

## Семья
Дочь — Анна Валериановна была замужем за князем А. Н. Ухтомским; их сын — Николай Александрович Ухтомский. 

## Память
- В селе Репьёвка Колхозная, на месте где была Аникеевка, в честь Валериана Никаноровича, названа улица — Назарьева[8].